# Судзуки, Хироэ
Хироэ Судзуки (яп. 鈴木 博恵 Судзуки Хироэ, род. 19 августа 1987 года, Киото), в замужестве взявшая фамилию Минагава (яп. 皆川) — японская спортсменка, борец вольного стиля, чемпионка Азии, призёрка чемпионатов мира и Азиатских игр, участница Олимпийских игр в Токио.

## Биография
Родилась в 1987 году. В 2010 году завоевала серебряную медаль чемпионата мира среди студентов. В 2013 году стала чемпионкой Азии. На чемпионате Азии 2014 года стала обладательницей бронзовой медали. В 2015 году вновь стала чемпионкой Азии. В 2017 году завоевала бронзовую медаль чемпионата мира.
С 2018 года выступает под фамилией Минагава. В 2018 году завоевала серебряные медали чемпионата Азии и Азиатских игр, и бронзовую медаль чемпионата мира.
На предолимпийском чемпионате мира в Казахстане в 2019 году в весовой категории до 76 кг, Хироэ завоевала серебряную медаль и получила олимпийскую лицензию для своего национального Олимпийского комитета.
Завоевала золото на чемпионате Азии в 2020 году.